# قابيل وهابيل في الإسلام
هابيل (بالإنجليزية، Abel ) وقابيل (بالإنجليزية: Cain) ويعتقد المسلمون أن قابيل هو أول ابن لآدم وحواء المذكورين في القرآن.
أحداث القصة في القرآن هي تقريبًا نفس رواية الكتاب المقدس العبري: حيث طُلب من الأخوين تقديم ذبائح قرابين لله؛ فقبل الله ذبيحة هابيل ورفض ذبيحة قابيل، وبدافع الغيرة قتل قابيل هابيل، وهي أول جريمة قتل على الإطلاق تُرتكب على الأرض.

## في القرآن

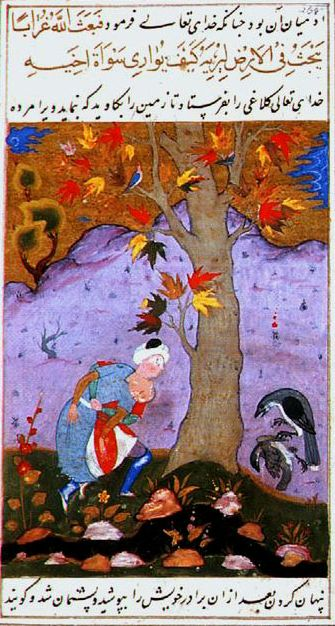
تصوير قابيل وهو يدفن أخاه هابيل من مخطوطة مضيئة نسخة من قصص الأنبياء

ومن بين أبناء آدم الأولين، كان قابيل الابن الأكبر بينما كان هابيل الابن الأصغر، وقدَّم كل واحد منهم قربانًا لله، فلم يقبله الله إلا من هابيل، بسبب استقامته وإيمانه الراسخ، وبعد تقديم ذبائحهم، سخر قابيل الأخ العاصي، من هابيل بدافع الحسد وأخبره أنه سيقتله بالتأكيد.
وقد حذر هابيل قابيل وقال له أن الله لا يقبل إلا ذبيحة الأبرار المتقين، ومضى أيضًا ليخبر قابيل أنه إذا حاول قتله بالفعل فلن ينتقم منه ويقتله، لأنه يتقي الله ولن يقتله أبدًا من أجل الحسد.
ثم أخبر هابيل قابيل أنه إن قتله فإنه سيحمل ليس فقط ثقل خطيئته فحسب، بل أيضًا خطايا ضحيته، ونتيجة لذلك، فإن المقتول ستغفر له خطاياه، ويزيد من أثم وخطيئة القاتل، وعظ هابيل أخاه قابيل بقوة وذكّره بأن عقوبة القتل ستكون أن يقضي حياته الآخرة في نار جهنم.
ورغم ذلك لم يكن لتوسل هابيل ووعظه البريء أي تأثير، لأن قابيل كان مملوءًا غطرسة وكبرياء وغيرة، وبعد ذلك قام بقتل أخاه الصالح هابيل، ولكنه بفعلته أهلك نفسه وصار من الضالين، وكان هذا أول مثال على مقتل رجل صالح وأول جريمة على الأرض، سيحمل قابيل وزر كل من يقتل مظلوماً عندما يقتل العديد من الأشرار المؤمنين الصالحين.
وبعد القتل أرسل الله غراباً يبحث في الأرض ليري قابيل كيف يواري سوأة أخيه، فبدأ قابيل في لوم نفسه وعتابها والشعور بالذنب والحسرة، بعد أن خطرت فكرة الجريمة على القاتل ونفذها، أدرك مدى فظاعة قتل، خاصة وأن الضحية رجلاً بريئاً وصالحاً، اتسم قابيل بالحزن العميق وامتلئ قلبه ندما، وكما وصف ذلك القرآن:﴿فَبَعَثَ اللَّهُ غُرَابًا يَبْحَثُ فِي الْأَرْضِ لِيُرِيَهُ كَيْفَ يُوَارِي سَوْأَةَ أَخِيهِ قَالَ يَا وَيْلَتَا أَعَجَزْتُ أَنْ أَكُونَ مِثْلَ هَذَا الْغُرَابِ فَأُوَارِيَ سَوْأَةَ أَخِي فَأَصْبَحَ مِنَ النَّادِمِينَ ۝٣١﴾ [المائدة:31]

## رسالة
ذكر القرآن أن قصة قابيل وهابيل كانت رسالة بالنسبة للبشرية، أخبرتهم عن عواقب القتل، وأن من قتل نفس سيكون كمن قتل البشرية جمعاء، ويذكر القرآن أن الناس ما زالوا يرفضون رسالة القصة، ويستمروا في ارتكاب خطايا جسيمة، مثل قتل الأنبياء وغيرهم من الصالحين.
وجميع الأنبياء الذين أرسلوا منذ زمن آدم تعرضوا للاضطهاد أو الإهانة أو الشتم بطريقة أو بأخرى، مع بعض الصالحين، ويذكر القرآن أن الناس تمادوا وذهبوا خطوة أخرى في محاولة لذبحهم أو قتلهم بالفعل، وقتل الصالحين أيضاً فيقول:﴿إِنَّ الَّذِينَ يَكْفُرُونَ بِآيَاتِ اللَّهِ وَيَقْتُلُونَ النَّبِيِّينَ بِغَيْرِ حَقٍّ وَيَقْتُلُونَ الَّذِينَ يَأْمُرُونَ بِالْقِسْطِ مِنَ النَّاسِ فَبَشِّرْهُمْ بِعَذَابٍ أَلِيمٍ ۝٢١﴾ [آل عمران:21]